# Twistlock
Een twistlock is een hulpmiddel voor het zekeren of bevestigen van containers en wissellaadbakken. Het is een speciale, draaibare kegelvormige pin.
Op iedere hoek van een container zitten bevestigingspunten, waarin deze pinnen precies passen. De containers kunnen zo vastgezet worden aan het schip en al vervolgens gestapeld aan elkaar. Het is de taak van de sjorder dat de twistlocks worden geplaatst en de hendel is omgezet. Dat omzetten kan vanzelf bij het plaatsen gebeuren, als er automatische twistlocks worden gebruikt.
Het alternatief is de stacker. Met een stacker kan alleen worden voorkomen dat containers verschuiven. Met een twistlock staan ze vast.
Vrachtwagens uitgerust met het speciale wissellaadsysteem kunnen hun laadbak bevestigen door middel van speciale twistlocks. Dit systeem werkt ongeveer hetzelfde als het containersysteem, maar zorgt ervoor dat een laadbak binnen 10 minuten kan worden afgekoppeld of aangekoppeld.

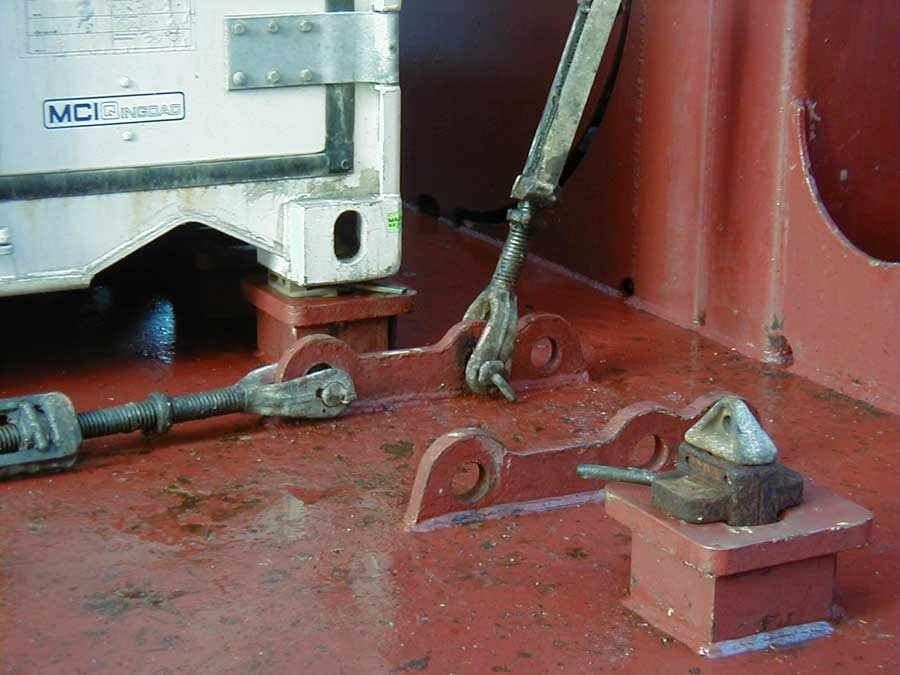
Twistlock aan boord van een containerschip
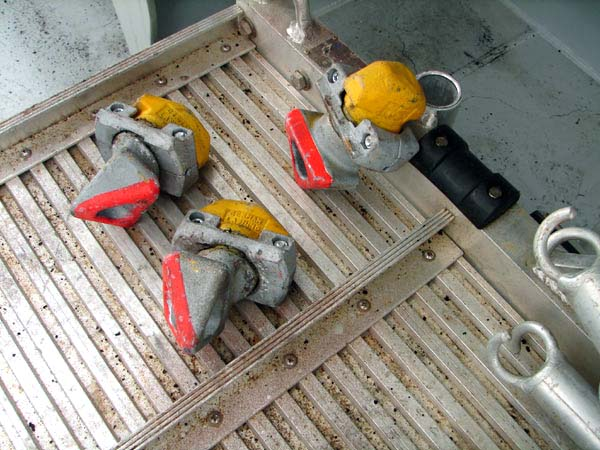
Automatische twistlocks
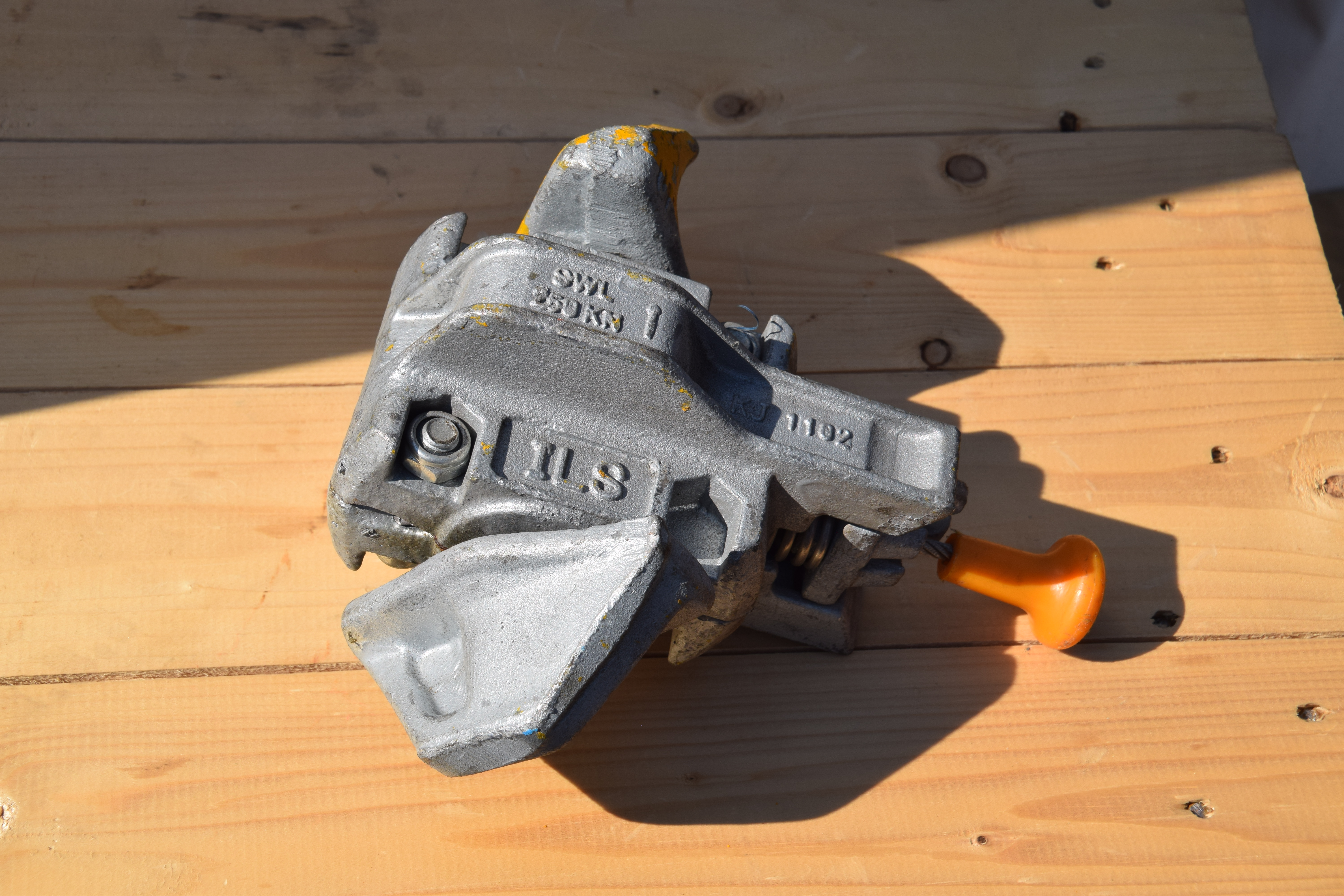
Handbediend twistlock